# Рока де’Балди
Рока де’Балди (итал. Rocca De' Baldi) је насеље у Италији у округу Кунео, региону Пијемонт.
Према процени из 2011. у насељу је живело 93 становника. Насеље се налази на надморској висини од 414 м.

## Становништво
Према резултатима пописа становништва 2011. у општини је живело 1.698 становника.
| 1931. | 1936. | 1951. | 1961. | 1971. | 1981. | 1991. | 2001. | 2011. |
| ----- | ----- | ----- | ----- | ----- | ----- | ----- | ----- | ----- |
| 2.757 | 2.504 | 2.461 | 2.135 | 1.903 | 1.778 | 1.655 | 1.616 | 1.698 |